# Giovanni Antonelli (archivista)
Giovanni Antonelli (Spoleto, 27 gennaio 1919 – Spoleto, 27 maggio 2009) è stato un archivista, storico e politico italiano.

## Biografia
Discendente di una famiglia benestante originaria di Sensati, una piccola località della Valnerina, studiò al liceo classico Pontano Sansi di Spoleto e si laureò a Roma nel 1941 con una tesi in storia medievale. Prese parte alle operazioni di guerra in Corsica con un reparto di Granatieri di Sardegna. Diplomatosi archivista con una tesi sulle carte dell'Abbazia di Sassovivo, nel 1950 entrò nell'amministrazione archivistica (allora facente capo al Ministero dell'interno), prestando servizio prima presso l'Archivio di Stato di Firenze, poi Pistoia, Terni e infine nell'Ufficio Centrale degli Archivio di Stato (Italia), fino a divenirne direttore generale nel 1976.
Ha svolto le funzioni di segretario del Consiglio superiore degli archivi e, dal 1968 al 1976, del Consiglio internazionale degli archivi (Conseil International des Archives), organismo internazionale dell'UNESCO con sede a Parigi. Partecipò in tale veste a convegni e conferenze sia nelle capitali di molte nazioni europee, sia negli Stati Uniti e costituì, visitando quasi tutti i paesi arabi, la Branche Regionale dell'area islamica del Conseil International. Fu nominato membro onorario del Conseil International des Archives, della Branche Regionale dell'area islamica del Conseil International e componente effettivo del Comitato di Scienze storiche, filosofiche e filologiche del Consiglio Nazionale delle Ricerche. Fu insignito del premio Lex spoletina nel 2002.
Fuori e dopo la carriera nella pubblica amministrazione, Giovanni Antonelli ricoprì molti incarichi di rilievo, tra i quali quelli di direttore del Centro italiano di studi sull'alto medioevo di Spoleto dal 1952 al 1987, direttore responsabile della rivista di arte storia e cultura da lui fondata Spoletium dal 1953 al 2003, presidente della Deputazione di Storia Patria per l'Umbria dal 1984 al 1996. Consigliere comunale di Spoleto in quota Democrazia Cristiana, fu proposto alla presidenza del comitato per il Festival dei Due Mondi da Gian Carlo Menotti. Ebbe un ruolo di primo piano nel comitato in veste di segretario.

## Pubblicazioni principali
- Lo Statuto di Spoleto del 1326
- Le più antiche carte del monastero di Sassovivo in Benedictina, 1948
- Spoleto medaglione di città, 1950
- La magistratura degli Otto di guardia a Firenze, Firenze, Olschki, 1953
- Una nuova guida di Spoleto in Spoletium, n.5, 1956
- La chiesa collegiata di S. Gregorio Maggiore in Spoleto e i documenti pontifici del suo archivio in Atti del Convegno nazionale di storia dell'architettura, Firenze, Noccioli, 1957
- Un decennio di attività artistiche e culturali a Spoleto in Spoletium, n.6, 1957
- Il Ducato in Immagini e memorie, 1963
- San Gregorio Maggiore nella storia e nell'arte, 1979
- Una misteriosa iscrizione in S. Gregorio Maggiore di Spoleto: un'ipotesi di lettura in Scritti di archeologia e storia dell'arte in onore di Carlo Pietrangeli, 1995
- Una famiglia borghese umbra da Sensati a Spoleto e Roma in Studi dell'Accademia Spoletina, in collaborazione con Carlo Pietrangeli, 1998
- A cinquant'anni dalla fondazione del Centro italiano di studi sull'alto medioevo, 2002